# Карменов, Жанат
Жанат Карменов (25 октября 1942, Восточно-Казахстанская область, Казахская ССР, СССР — 14 октября 2006, Алма-Ата, Казахстан) — советский, казахский певец, (баритон) Государственного ансамбля песни и танца Казахской ССР в 1965—1990 годах. Заслуженный артист Казахской ССР (1987), Ветеран труда Казахской ССР (1987), отличник культурного шефства над вооруженными силами СССР (1989).

## Биография
Родился в Восточно-Казахстанской области, в городе Зайсан в 1942 году. Происходит из рода найман Среднего жуза. С детства участвовал в самодеятельности Курчумского района ВКО. Имел сильный и красивый голос, в начале 60-х годов XX века приехал в Алма-Ату для учёбы. Имеет неоконченное среднее профессиональное образование (Алма-Атинское музыкальное училище им. П. Чайковского).
В 1963 году был зачислен на работу в Государственный академический театр оперы и балета им. Абая, артистом хора, а в 1964 году прошёл отборочный конкурс молодых талантов в Государственный ансамбль песни и танца Казахской ССР, художественным руководителем и основателем которого являлась Лидия Демьяновна Чернышова — народная артистка Казахской ССР и заслуженная артистка Украинской ССР. В этом прославленном коллективе Казахстана Карменов Жанат проработал всю жизнь и являлся ведущим солистом, корифеем. В его репертуаре казахские народные песни, произведения русских и зарубежных композиторов, композиторов Казахстана. Он являлся солистом в лучших вокально-хореографических постановках ансамбля: «У подножья Алатау», «Саяхатта», «Праздник на целине», «Вечер на джайляу», «Дорогой дружбы», «Нашканад» и др. В базе «Золотого Фонда Казахстан» хранятся аудио и видео записи Ж. Карменова.
Гастролировал в Румынии, Германии, Ирландии, Афганистане, Анголе, ОАЭ, Венгрии и практически по всем республикам СССР. В начале 80-х годов XX века принимал участие в концертных выездных бригадах для выступления в Афганистане перед советскими военнослужащими.
Является лауреатом призовых мест республиканских конкурсов и смотров, участник олимпиады 1980 года.
Член КПСС с 1971 по 1991 год, отличник ЦК профсоюза работников культуры Казахстана.
Скончался 14 октября 2006 году в Алматы.

## Семья
- Отец — Карменов Габбас, работал в районной милиции село Курчум, Восточно-Казахстанской области;
- Мать — Карменова Камиля домохозяйка;
- Карменов Ж. был дважды женат. Имеет 5 детей:
- Дочь — Карменова Тогжан — музыкант, окончила Алматинскую государственную консерваторию имени Курмангазы по классу специального фортепиано, Заместитель директора по учебной работе в Алматинском хореографическом училище имени А. Селезнева;
- Дочь — Карменова Айсулу;
- Дочь — Карменова Салтанат;
- Сын — Карменов Дархан;
- Сын — Карменов Айбол.

## Звания и награды
1. Заслуженный артист Казахской ССР (1987);
2. Ветеран труда Казахской ССР (1987);
3. Отличник культурного шефства над вооруженными силами СССР (1989);
4. Лауреат Республиканского конкурса вокалистов им. К. Байсеитовой (80-е годы).